# Squawmish
Squawmish (Squamish, Sk'qo'mic, Skwxwu7mesh), pleme američkih Indijanaca porodice Salishan naseljeno u kanadskoj provinciji Britanska Kolumbija na Howe Soundu,  Burrard Inleti i ušću Fraser Rivera. Jezično su najsrodniji plemenu Nooksack iz Washingtona. Ne smiju se zamijeniti s plemenom Suquamish.

## Ime
Značenje imena nije poznato.

## Sela:
- Howe Sound:  Chakkai, Chalkunts (na otoku Gamnier), Chewas, Huikuayaken, Kekelun, Kelketos, Ketlalsm, Koekoi, Kolelakom (na Bowen Islandu), Kuakumchen, Kukutwom, Kulatsen, Kwichtenem, Mitlmetlelch (na Passage Island), Nkuoosai, Nkuoukten, Npapuk, Sauktich (na Hat Island), Schilks, Schink (na Gibson's Lodge), Shishaiokoi, Skeawatsut (u Port Atkinsonu), Skutuksen, Stoktoks, Swiat, Thetsaken, Thetuksem, Thetusum, Tlakom (na Anvil Island), Tseklten, Tumtls,
- Ušće Fraser Rivera: Male (s Musqueam Indijancima),
- Burrard Inlet: Chants, Chechelmen, Chechilkok (na Seymour Creek), Chekoalch, Chichilek, Helshen, Homulschison (na Capilano Creek), Humelsom, Ialmuk (Jericho), Kapkapetlp (na Point Grey), Kiaken, Kicham,  Koalcha (na Linn Creek), Koikoi, Kotlikaim, Kulaten, Papiak, Selelot, Skeakunts, Skelsh, Skoachais, Skwaius, Smelakoa, Snauk (na False Creek), Stetuk, Stlaun, Suntz, Sutkel, Swaiwi, Tlastlemauk, Tleatlum, Ulksin,
- Squawmish River: Chiakamish (na Chiakamish Creek), Chimai, Chukchukts, Ekuks, Etleuk, Ikwopsum, Itliok, Kaayahunik, Kaksine (na Mamukum Creek), Kauten, Kekios, Kekwaiakin, Kiaken, Komps, Kwanaken, Kwolan, Nkukapenach, Npokwis, Nthaich, Poiam, Pokaiosum, Shemps, Siechem, Skakaiek, Skauishan, Sklau, Skumin, Slokoi, Smok, Spapak, Stamis, Stotoii, Thotais, Tktakai, Toktakamai, Yukuts.

## Život i običaji
Povijest plemena Squawmish identična je susjednim Salishan plemenima, a njihova populacija iznosila je 1780. oko 1,800 (Mooney, 1928). Kultura ovih Indijanaca karakteristična je za Sjeverozapadnu obalu, i susjednim Salishan plemenima Sishiatl, Songish, Lillooet i drugima u Britanskoj Kolumbiji. Oni žive poglavito od ribolova a losos je glavni ulov. U lov na jelena idu sa psima, tjerajući ih u vodu, gdje predstavljaju lakšu metu strijelcima iz kanua. Kopanje korijenje i sakupljanje divljih bobica zaokružuje njihov način privređivanja hrane.
Kuće su im komunalne, 20-40 stopa (1 stopa = 30.48 cm) široke i 200-300 duge, građene od cedrovih dasaka. Svaka obitelj u jednoj takvoj kući ima svoje vlastito ognjište i platformu za spavanje. Razne vrste košara glavno su pokućstvo Squawmish-kuće. Pošto su orijentirani prema vodi, poput ostalih Sjeverozapadnih obalnih Indijanaca, vješti su i u izradi velikih kanua, također izrađivanih od cedrovine, a imaju ih nekoliko tipova, i za razne namjene. 
Pleme je podijeljeno na plemiće, puk i robove. Poglavištvo (chiefdom) je hereditarno ili nasljedno kao i kod Songisha, a svako selo nezavisno od ostalih. Poligamija je uobičajena. Svoje mrtve sahranjuju u sanduke ili kanue, položene iznad tla. Abortus je bio dosta čest običaj, a običaji davljenja ženske djece naveliko su se sprovodili.
Prosac je svoju namjeru prema odabranici iskazivao na način, da bi četiri dana i noći sjedio uz njezina vrata bez uzimanja hrane i pića. 
Potlatch je bio najveća međuplemenska svečanost, na kojima je moglo prisustvovati, kaže James Mooney, rekordno i 2,000 osoba, prilikom čega su Indijanci nemilice trošili, gledajući u našim omjerima, ogromna bogatstva, a priređivaču, koji je često ostao bez igdje ičega (osim časti), moralo se uzvratiti najmanje istom mjerom. 
Pubertetski obredi za djevojku uključivali su i četverodnevnu apstinenciju od hrane i pića. Postojali su i hipnotički plesovi, u kojima glavni plesač drži u rukama živoga psa kojeg proždire komad po komad, za vrijeme plesa.
Prema njihovoj kozmogoniji, ljudska rasa potiče od rase životinja s poluljudskim karakteristikama. Četiri brata, kulturnih heroja Squawmisha, prilagodili su svijet po mjeri čovjeka. 

## Vanjske poveznice
- Squamish Nation Network  Arhivirana inačica izvorne stranice od 18. srpnja 2007. (Wayback Machine)